# Dorothy Caruso
Pour les articles homonymes, voir Benjamin et Caruso (homonymie).
Dorothy Park Benjamin Caruso, née le 6 août 1893 et morte le 16 décembre 1955, est une mondaine américaine et l'épouse du ténor d'opéra italien Enrico Caruso.

## Biographie
Née Dorothy Park Benjamin le 6 août 1893 à Hastings-on-Hudson, New York, elle est la fille de Park Benjamin Jr. (en), riche avocat et auteur, et d'Ida Crane. Dorothy a deux sœurs et deux frères.

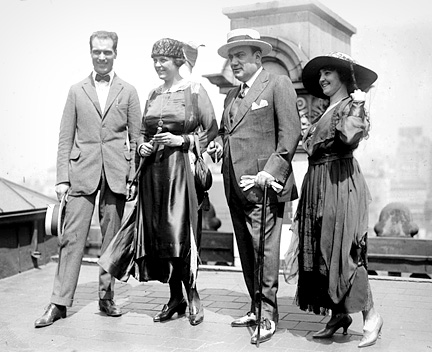
Mariage de Caruso sur le toit du Knickerbocker Hotel à New York, le 20 août 1918. De gauche à droite : Bruno Zirato (secrétaire de Caruso), Dorothy Caruso, Enrico Caruso, Mme JS Keith.

Le 20 août 1918 elle épouse Enrico Caruso, avec qui elle aura une fille, Gloria Caruso (1919-1999). Après la mort d'Enrico Caruso le 2 août 1921 Dorothy épouse le capitaine Ernest Augustus Ingram (1892-1954) en 1923,. Ils auront une fille, Jacqueline, née en septembre 1924 ; ils divorcent en 1925. Elle épouse ensuite Charles Adam Holder (1872-1955) à Paris en 1933. Ils divorcent en 1940. Elle reprend le nom de famille « Caruso » après la dissolution des deux mariages,.
En 1942 Dorothy Caruso rencontre lors d'un voyage aux États-Unis Margaret C. Anderson avec qui elle vit jusqu'à sa mort en 1955.
Dorothy Caruso meurt d'un cancer à Baltimore, Maryland, le 16 décembre 1955, à l'âge de 62 ans. Elle est enterrée au Druid Ridge Cemetery (en), comté de Baltimore, Maryland.

## Ouvrages
Dorothy Caruso a écrit deux biographies de son mari : Wings Of Song : The Story Of Caruso publié en 1928, et Enrico Caruso : His Life and Death publié en 1945. Ce dernier livre fut un best-seller et a servi de base au scénario du film Metro-Goldwyn-Mayer de 1951, Le Grand Caruso, avec Mario Lanza dans le rôle titre. Dorothy Caruso est jouée dans le film par Ann Blyth,.
Elle publie son autobiographie, Dorothy Caruso : A Personal History, en 1952.

## Liens
- Notices d'autorité :   - VIAF
  - ISNI
  - BnF (données)
  - IdRef
  - LCCN
  - GND
  - Japon
  - CiNii
  - Belgique
  - Pays-Bas
  - Israël
  - NUKAT
  - Australie
  - Norvège
  - Tchéquie
  - Corée du Sud